# Крылья в ночи
«Крылья в ночи» (англ. Wings in the Night) — рассказ американского писателя-фантаста Роберта Ирвина Говарда из цикла о Соломоне Кейне. Автор повествует о борьбе Кейна с гарпиями, изгнанными из Европы в Африку древнегреческим героем Ясоном.

## Сюжет
Английский пуританин Соломон Кейн , путешествующий по  Африке, спасается от погони племени каннибалов. Но людоеды вдруг прекращают преследование, достигнув некоего плоскогорья. В этой местности Кейну попадается опустевшая разрушенная деревня, а затем он натыкается на жутко изуродованного человека, привязанного к столбу. Перед смертью несчастный бормотал что-то о крылатых тварях. На следующий день на Соломона нападают крылатые существа, похожие на людей, у них килеобразная грудь, крылья как у летучей мыши, лысая голова с острыми зубами и когтистые руки и ноги. Кейн побеждает тварей, но получает серьёзные раны, после чего его подбирают люди из местного племени богонда. 
Богондцы выхаживают Кейна, позже их жрец по имени Гору (англ. Goru), рассказывает, что в местных горах живут акаана (англ. akaana) — крылатые создания, держащие в страхе мирных жителей деревни Богонда (англ. Bogonda). По легендам акаана изгнал с далёкого севера некий вождь Н’Ясунна (англ. N’Yasunna), по-видимому имеется в виду миф о том, как древнегреческий герой Ясон, изгнал крылатых гарпий из Европы. Когда богондцы, под натиском племени каннибалов, переселились в эти края, которые избегали другие племена, им удавалось какое-то время сосуществовать с акаана, но после сильной засухи стада местных животных значительно поредели и голодные гарпии стали активно охотится на людей, уничтожив одну из двух деревень племени богонда. С тех пор богондцы, путём жребия, стали приносить жертвы акаана, чтобы умилостивить их, несмотря на то, что самих гарпий осталось мало и они вымирали. Убив в яростной схватке одну крылатую тварь на глазах у племени, Соломон Кейн становится для них надеждой на спасение, так как сами они давно боятся противостоять акаана.
Кейн остаётся в деревне и какое-то время люди-нетопыри не трогали богондцев, но одной ночью они, несмотря на присутствие Соломона, нападают на Богонду и пожирают всех жителей до единого. Пуританин остаётся жив и решает отомстить крылатым монстрам. Для этого Кейн начинает убивать животных, которых акаана употребляют в пищу, и относит их туши в предварительно укреплённую большую хижину жреца Гору. Гарпии как раз начинают голодать, так как истребление людей привело к тому, что на плоскогорье устремились их конкуренты — львы и добычи стало совсем мало. Запах крови приманивает тварей, а когда чудища заполняют хижину, Кейн закрывает дверь и поджигает строение. Пойманные в ловушку, все гарпии-акаана погибают в огне, а Соломон Кейн идёт дальше.

## Цитата
Рушатся древние империи, уходят их темнокожие создатели, даже демоны былых веков испускают последний вздох… И над всем возвышается он — варвар арийских кровей, белокожий, холодноглазый властелин будущего, величайший воин подлунного мира, и какая разница, облачён ли он в волчьи шкуры и рогатый шлем или в сапоги и камзол! Какая разница, боевой топор у него в руках или рапира, зовётся ли он дорийцем, саксом или англичанином, носит ли имя Ясон, Хенгист или Соломон Кейн.

## История публикаций
- Журнал Weird Tales, июль 1932
- Skull-face and others, Arkham House, 1946
- Red Shadows, Grant, 1968
- The hand of Kane, Centaur, 1970
- Skull-face omnibus", Neville Spearman, 1974
- Solomon Kane", Baen, 1995
- The savage Tales of Solomon Kane, Del Rey, 2004
- The Soloman Crane stories, Echo Library, 2007

## Комментарии
1. ↑  Здесь и далее все имена и названия приводятся по переводу И. Рошаля